# Adam Birnbaum

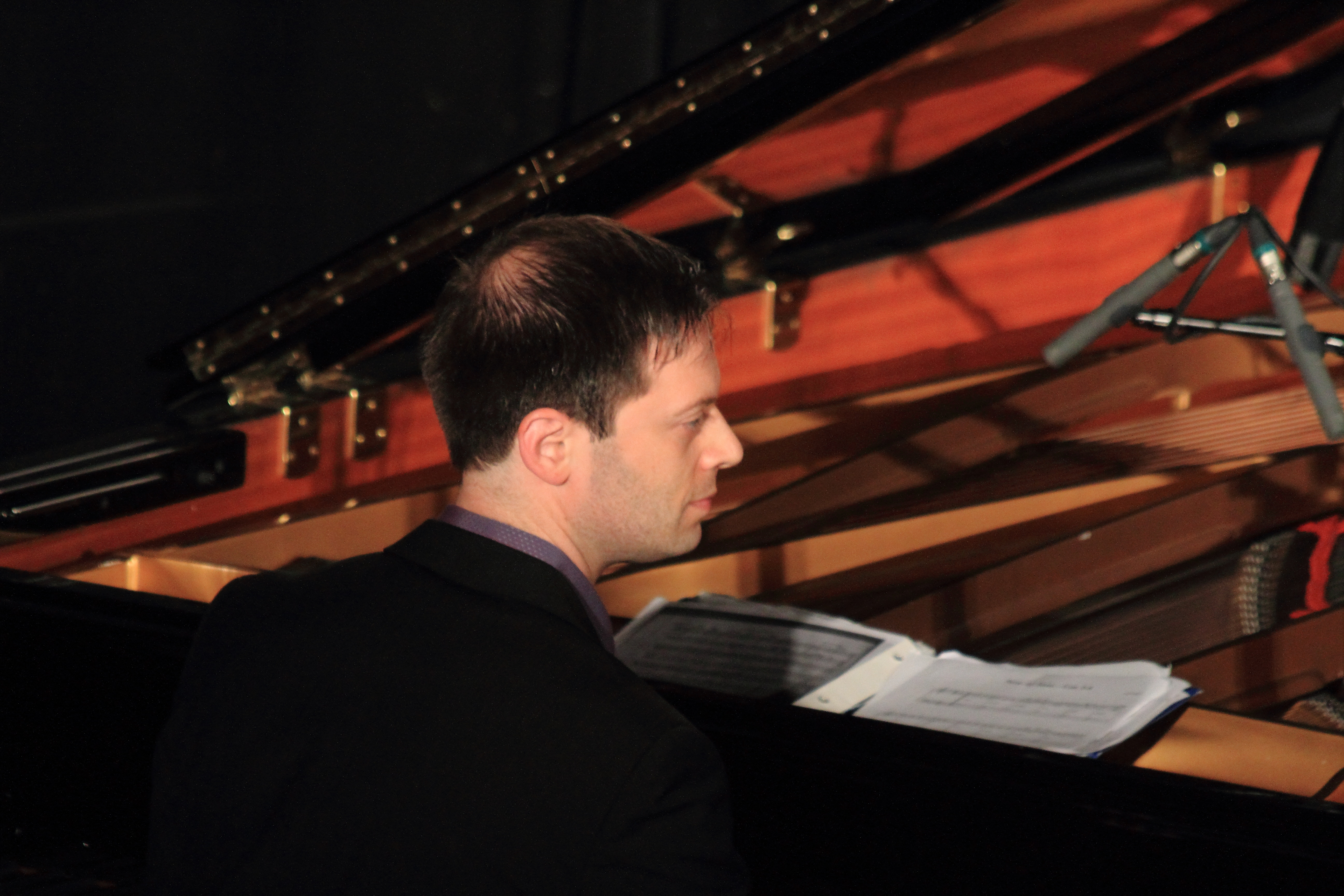
Adam Birnbaum beim INNtöne Jazzfestival 2016

Adam Birnbaum (* 1979 in Boston) ist ein US-amerikanischer Jazzmusiker (Piano, Komposition) des Modern Jazz.

## Leben und Wirken
Birnbaum wuchs in Boston auf, wo er früh Musikunterricht hatte. Er studierte dann Piano an der Preparatory School des New England Conservatory of Music und erwarb den Bachelor of Arts in Informatik am Boston College. 2001 gehörte er zu den ersten Studenten der Fachrichtung Jazz Studies an der Juilliard School; zu seinen Lehrern gehörten Kenny Barron, Danilo Pérez und Fred Hersch. Nach Abschluss 2003 war er 2004 Sieger der American Jazz Piano Competition und wurde Stipendiat (Cole Porter fellow in jazz) der American Pianists Association.
Birnbaum kam 2003 nach New York und arbeitet seitdem in der dortigen Jazzszene, u. a. mit Greg Osby, Al Foster, Eddie Henderson, Carl Allen und Wynton Marsalis. Des Weiteren trat er in Clubs der Stadt wie Village Vanguard, Blue Note, Birdland, Jazz Standard und Dizzy’s Club Coca-Cola auf, außerdem auf internationalen Festivals wie dem Gilmore Festival, Festival International de Jazz de Montréal und dem Festival dei due Mondi in Spoleto. Ferner trat er als Solist auf, wie 2004 im Rahmen der Gilmore Rising Stars Recital Series in Kalamazoo, Michigan. 2006 tourte er in der Tschechischen Republik mit einem Solo-Konzertprogramm. Im selben Jahr erhielt er den Ehrenpreis der Martial Solal Competition in Paris. Mit einem Stipendium von Chamber Music America schrieb er als Auftragskomposition eine Suite für Jazzpiano-Trio, die 2009 uraufgeführt wurde.
2005 erschien sein Debütalbum A Comme Amour (Pony Canyon, 2006). Das ebenfalls in Japan erschienene Album Ballade pour Adeline wurde vom Swing Journal als eines der besten Alben des Jahres 2006 ausgezeichnet. Im Bereich des Jazz war er zwischen 2003 und 2020 an 25 Aufnahmesessions beteiligt, u. a. auch mit Chris Madsen, Frank Basile, Sharel Cassity, Marshall Gilkes, Dick Oatts, dem Jazz at Lincoln Center Orchestra  und Darcy James Argue. Zu hören ist er auch auf dem Uptown-Jazz-Tentet-Album What’s Next (2021), auf Dynamic Maximum Tension (2023) von Darcy James Argue’s Secret Society und auf Jihye Lees Album Infinite Connections (2024).

## Diskographische Hinweise
- Travels (Smalls, 2008), mit Sharel Cassity, Joe Sanders, Rodney Green
- Adam Birnbaum/Doug Weiss/Al Foster: Three of a Mind (Daedalus, 2012)